# Club Atlético Argentino de Firmat
Il Club Atlético Argentino de Firmat è una società polisportiva con sede a Firmat, nella Provincia di Santa Fe in Argentina.
La società è stata fondata il 1º agosto 1922; i colori sociali sono il bianco e l'azzurro. Le sezioni sportive sono: calcio, pallacanestro, rugby, tennis, pallavolo, ginnastica, pattinaggio e bocce.
Nel calcio ha disputato la massima serie nella stagione 1985; la squadra di pallacanestro ha militato nella massima serie dal 1985 al 1988.